# 阿黴素
阿黴素（英語：doxorubicin，簡稱DXR，另有多柔比星的名稱，及紅魔鬼、小紅莓的綽號）以Adriamycin等商品名稱於市面上販售，是一種用於治療癌症（包括乳癌、膀胱癌、卡波西肉瘤、淋巴瘤和急性淋巴性白血病）的化療藥物，經常與其他化療藥物一起使用。給藥方式為靜脈注射，膀胱內給藥。
使用後常見的副作用有脫髮、骨髓抑制、嘔吐、皮疹和口腔炎。其他嚴重副作用有過敏反應（例如過敏性休克）、心臟毒性、注射部位組織損傷、輻射召回（radiation recall，一種嚴重的皮膚反應，當某些化療藥物在放射治療期間或之後不久給予時發生。這類反應看起來像嚴重的曬傷。）和與治療相關的白血病。個體經常會出現尿液變紅為時幾天的情況。阿黴素屬於蒽環類藥物和化療藥物家族。它的部分作用是透過干擾癌細胞的DNA複製功能而達成。
阿黴素於1974年在美國被批准用於醫療用途，也已納入世界衛生組織基本藥物標準清單之中。此藥物也有聚乙二醇修飾和脂質體的形式，但價格會更高。阿黴素最初是由鏈黴菌之一的Streptomyces peucetius萃取而得。

## 醫療用途

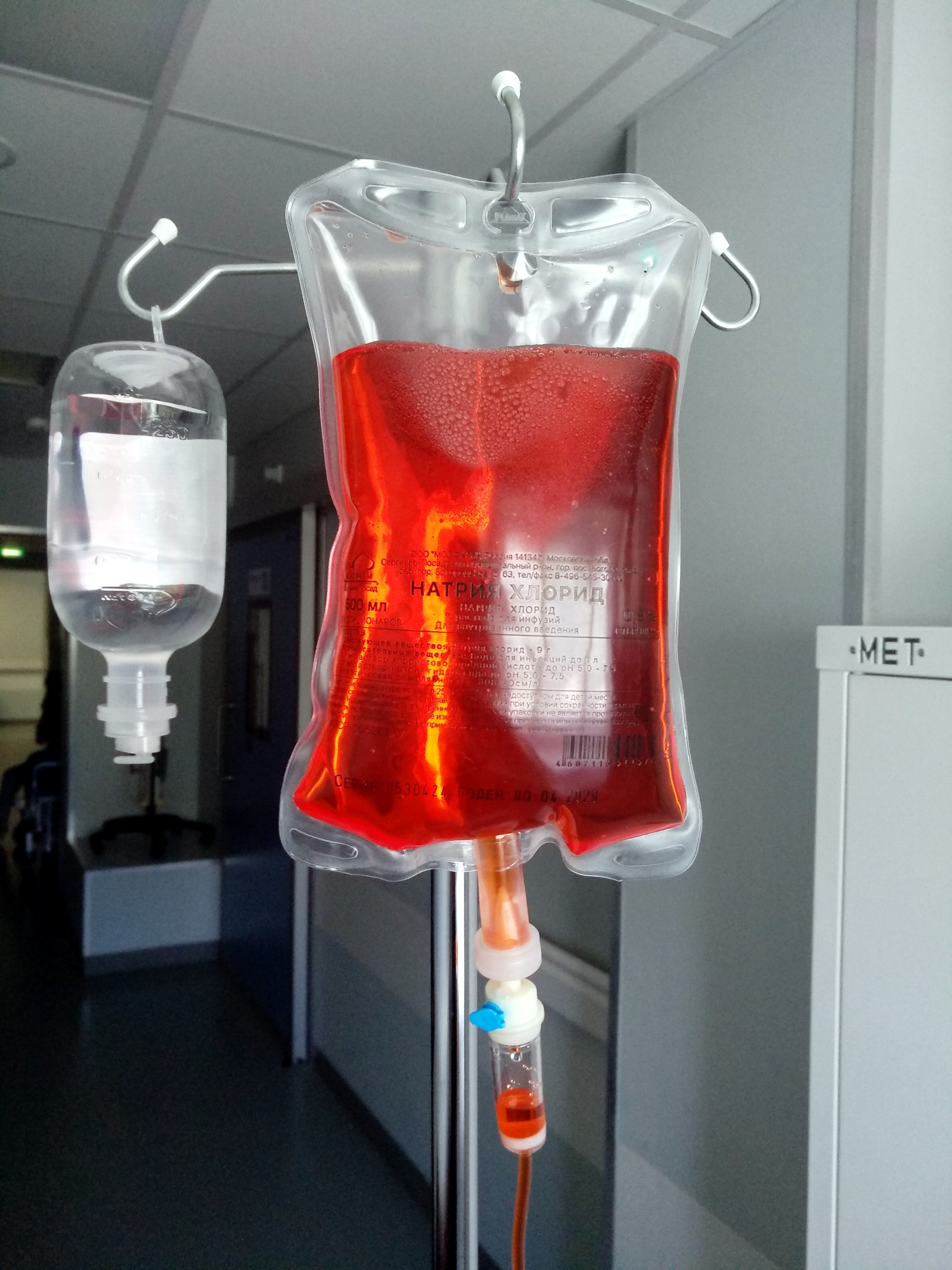
紅色的阿黴素注射液

在歐盟，阿黴素聚乙二醇修飾脂質體（如商品名稱為Caelyx的藥物）適用於治療乳癌、卵巢癌和愛滋病相關的卡波西肉瘤，可與硼替佐米聯合以治療多發性骨髓瘤。鹽酸阿黴素（如商品名稱為Myocet liposomal的藥物，未經聚乙二醇修飾）適用於與環磷醯胺聯合以治療轉移性乳癌。
阿黴素通常用於治療某些白血病和淋巴瘤，以及膀胱癌、乳癌、胃癌、肺癌、卵巢癌、甲狀腺癌、軟組織肉瘤以及侵襲性纖維瘤病（結節性筋膜瘤）、多發性骨髓瘤等。常用的含阿黴素治療方案有AC（阿黴素+環磷醯胺）、TAC（歐洲紫杉醇+AC）、ABVD（阿黴素+博萊黴素+長春鹼+達卡巴嗪）、BEACOPP、CHOP化療方案（環磷醯胺+羥基道諾黴素（與阿黴素結構相似）+長春新鹼+潑尼松）和FAC（5-氟尿嘧啶+阿黴素+環磷醯胺）。阿黴素的活性會被某些抗氧化植物萃取物抑制，例如Tragia volubilis的水萃取物。
一種商品名稱為Doxil的阿黴素（經聚乙二醇修飾）主要用於治療個體在經歷順鉑化療後，而進展或復發的卵巢癌，或用於治療與愛滋病相關的卡波西肉瘤。

## 副作用

### 心臟毒性
使用阿黴素可能出現最為危險的副作用是擴張型心肌病，會導致心臟衰竭。此心肌病變的發生率取決於累積劑量，當阿黴素劑量為500-550毫克/平方公尺時，發生率約為4%，當劑量為551-600毫克/平方公尺時，發生率約為18%，當劑量超過600毫克/平方公尺時，發生率約為36%。學界認為阿黴素可透過多種方式引起心肌病變，包括氧化壓力、收縮性蛋白基因下調以及腫瘤抑制蛋白p53介導的細胞凋亡。
阿黴素誘發的心肌病變通常會發展成擴張型心肌病，患者四個心室全擴大，導致收縮和舒張功能障礙，最終是心臟衰竭，死亡率高達50%。截至2010年，尚無有效治療方法以應對該藥物引起的心肌病變。在某些情況下，使用右雷佐生可降低阿黴素產生心臟毒性的風險。

### 其他副作用
阿黴素的另一常見，且可能致命的併發症是嗜中性白血球缺乏性腸炎，這是一種會危及性命的急性腸道炎。此外，有些人可能會出現化療性手足症候群，特徵是手掌或腳底出現皮疹、腫脹、疼痛和紅斑。由於這些副作用及其紅色，阿黴素被冠以"紅魔鬼" 或"紅死病"的綽號。
化療可導致B型肝炎再度激活，含阿黴素的治療方案也會造成相似的結果。
阿黴素和幾種化療藥物（包括環磷醯胺）會導致使用者喪失膚色（顏色變淡或出現白斑）。

### 脂質體製劑
有一種聚乙二醇修飾的脂質體包覆型阿黴素，用於治療卡波西肉瘤。此聚乙二醇塗層讓阿黴素優先聚集在皮膚中，然而也會導致化療性手足症候群副作用出現。服用這種配方的阿黴素後，有少量藥物會從手掌和腳底的毛細血管中滲出，導致皮膚發紅、壓痛和剝落，讓人不適，甚至產生疼痛感。在一每隔4週服用50毫克/平方公尺劑量的臨床測試中，有一半的參與者出現手足症候群。與相同治療方案中的普通阿黴素相比，這種副作用將使用乙二醇修飾阿黴素的劑量限制，而用其替代普通阿黴素的可能性為之降低。脂質體包覆的阿黴素比普通阿黴素的心臟毒性更小。這種脂質體包覆配方也獲得美國食品藥物管理局（FDA）核准用於治療卵巢癌和多發性骨髓瘤。
一種名為Myocet liposomal（之前稱為Myocet）的非聚乙二醇修飾脂質體阿黴素在歐盟和加拿大被批准與環磷醯胺聯合，以治療轉移性乳癌，但尚未獲得FDA的核准。Myocet liposomal無聚乙二醇塗層，因此產生化療性手足症候群的程度會較Doxil為小。Myocet liposomal能將前述副作用降低，得以替代普通阿黴素，而提高安全性，但不降低療效。Myocet liposomal與Doxil一樣，經由脂質體包覆將阿黴素的心臟毒性限制。理論上，這種限制心臟毒性的特性，讓其可安全地與其他具有心臟毒性的化療藥物（例如曲妥珠單抗）聯合使用。FDA發佈一黑框警告，曲妥珠單抗不得與阿黴素同時合併使用，只能依序合併使用。雖然於臨床研究中，將曲妥珠單抗和阿黴素同時合併使用具有優異的抗腫瘤作用，但這種組合導致不可接受的心臟毒性，包括出現心臟衰竭的風險。已發表的II期臨床試驗結果顯示將Myocet liposomal、曲妥珠單抗和歐洲紫杉醇可安全同時使用，不會產生心臟風險（透過射血分數降低來衡量），同時仍能達到優異的抗腫瘤作用。基於此結果，研究人員決定進行更大規模的III期臨床試驗，以收集更多更為確鑿的證據，以向FDA申請藥物上市的批准。

## 生物合成
阿黴素 (DXR) 是道諾黴素的14-羥基化版本，道諾黴素是DXR在其生物合成途徑中的直接前驅物。
道諾黴素是天然產物，因為它由許多不同的野生型鏈黴菌菌株產生，數量更為豐富。相較之下，最初發現只有一種已知的非野生型菌種，即Streptomyces peucetius的亞種 - cesius ATCC 27952能生產阿黴素。研究人員Arcamone等人於1969年對一種僅產生道諾黴素的菌株進行基因改造，使其獲得合成阿黴素的能力，這種新菌株仍能產生道諾黴素。此進展為阿黴素的商業化生產奠下基礎。隨後，研究人員Hutchinson等證明在特殊的環境下，或是引入基因改造，也可導引鏈黴菌的其他菌株產生阿黴素。他的團隊也複製生產DXR所需的許多基因，但其在生產過程中扮演的精確角色，仍有許多未知之處。 研究人員Strohl等人於1996年發現、分離並表徵出基因dox A，此基因編碼出可將道諾黴素轉化為DXR所需的酶。
Strohl等人於1999年生產出重組的dox A（一種細胞色素P450氧化酶），並發現它可催化DXR生物合成的多個步驟，包括產生道諾黴素的步驟。所有產生道諾黴素的菌株都具有產生DXR所需的基因，而要點是DXR具有更重要的治療作用。 Hutchinson等人繼續開發提高DXR產量的方法，從使用的發酵生產過程中引入編碼dox A的質體，還引入突變把會導致DXR前體轉化為用處較少產品（例如類似鮑麥素的醣苷）的酶失活，而將商業生產過程改善。一些三重突變體也因過度表現dox A，而讓DXR的產量增加一倍。此不僅有學術意義，且有經濟意義：當時DXR的價格約為每公斤137萬美元，而在1999年的DXR產量因新發現可達到25公斤/年。
更有效率的生產技術讓非脂質體製劑的價格降至每公斤110萬美元。雖然阿黴素可經由道諾黴素半合成，但因路徑涉親電體，不但複雜，且產率有限。提升菌株直接合成阿黴素的效率，不但有助於降低生產成本，並能提供穩定產能。

## 作用機制

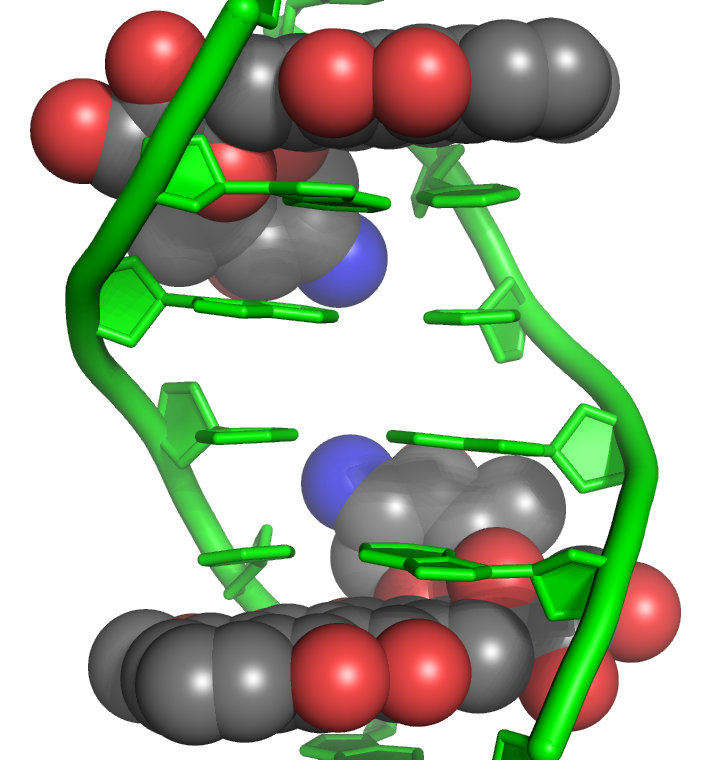
上下兩個阿黴素分子嵌入DNA的示意圖, 資料來源：蛋白質資料庫

阿黴素透過嵌入和抑制癌細包大分子生物合成與DNA相互作用，而抑制拓樸異構酶II的進展。拓樸異構酶II是一種鬆弛DNA中超螺旋以進行轉錄的酵素。阿黴素在破壞DNA複製鏈後穩定拓樸異構酶II複合物，防止DNA雙螺旋釋放，導致DNA複製過程停止。它也可能增加醌型自由基的生成，而增強其細胞毒性。
分子的平面芳香發色團部分插入DNA的兩個鹼基對之間，而六元道諾胺糖位於小溝中，並與緊鄰插入位點的側翼鹼基對相互作用，這已由幾種晶體結構證實。
透過嵌入，阿黴素還可誘導組織蛋白從轉錄活性染色質中驅逐。結果是在接觸阿黴素的癌細胞中，DNA發生損傷反應、表觀基因組和轉錄組失調。

## 歷史

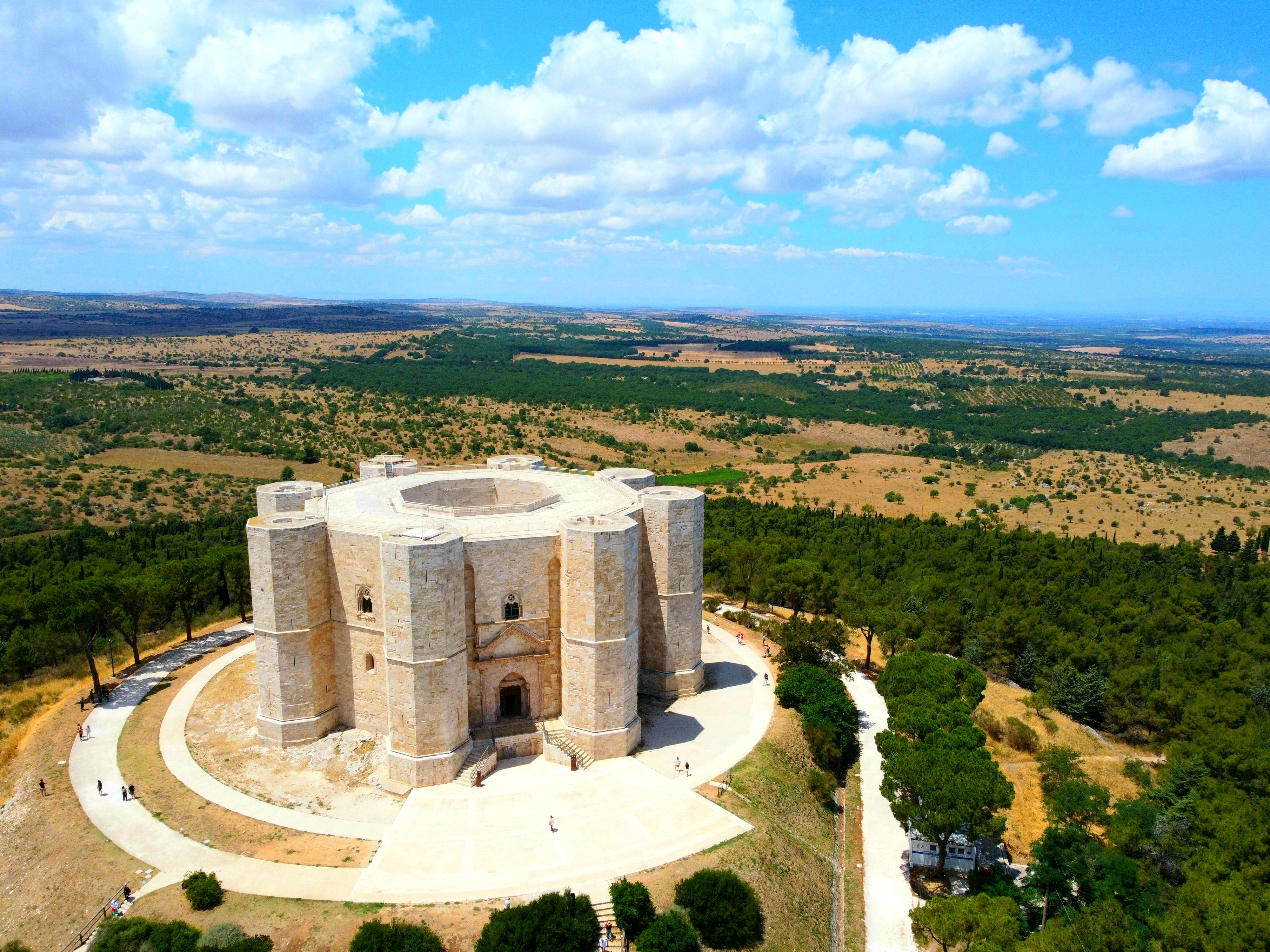
可萃取紅黴素的細菌最初是在這座蒙特城堡附近的土壤中取得。

一間名為Farmitalia的義大利製藥公司在1950年代開始進行系統性由土壤微生物中分離抗癌化合物，並從位於該國普利亞大區一座建於13世紀的城堡（蒙特城堡）周圍地區的土壤中分離出一種樣本 - 一種新的，能產生紅色素的Streptomyces peucetius菌株，並從這種細菌產生一種抗生素，對治療鼠類腫瘤具有活性。大約在同一時間另有一群法國研究人員也發現相同的化合物，兩個團隊因此將這種化合物命名為道諾黴素，命名方式是使用兩組字組成 - Dauni（一個於古羅馬時期居住在發現微生物當地的道尼人之名），與rubis（法語，紅寶石之義，用以描述黴素的顏色）。對此藥物的臨床試驗於20世紀60年代開始，而發現其在治療急性白血病和淋巴瘤方面能發揮作用。
然而到1967年，人們開始認識到此藥物可能會產生致命的心臟毒性。因此應只在醫院中施用此種藥物，且由有經驗的化療醫師執行。患者於施用之前必須進行測試，包括心電圖及心臟超音波，以確定其心臟能夠承受。
Farmitalia公司的研究人員很快就發現將化合物結構進行微小變化可改變生物活性。使用N-亞硝基-N-甲基氨基甲酸酯對鏈黴菌菌株進行突變，新的菌株產生一種不同的紅色抗生素。他們以亞得里亞海之名將這種新化合物命名為Adriamycin，後來為符合既定的命名慣例而將名稱改為doxorubicin（即阿黴素）。阿黴素對小鼠腫瘤，特別是固態腫瘤的活性比道諾黴素好。阿黴素也顯示出較高的治療指數，但心臟毒性仍然存在。
阿黴素和道諾黴素可被認為是蒽環類藥物的原型化合物。隨後的研究工作催生出許多其他蒽環類抗生素或類似物，目前已知的阿黴素類似物超過2,000種。到1991年，其中553種已經由美國國家癌症研究所 (NCI) 的篩檢計劃進行過評估。 於2016年，其中一種 - GPX-150被FDA授予孤兒藥的資格。

## 社會與文化

### 法律地位
歐洲藥品管理局 (EMA) 人用藥品委員會 (CHMP) 於2022年3月24日採納正面意見，建議授予用於治療轉移性乳癌、晚期卵巢癌、進行性多發性骨髓瘤和愛滋病相關的卡波西肉瘤的藥品 - Zolsketil （一種聚乙二醇修飾脂質體）的銷售授權。該藥品的申請者是英國Accord Healthcare S.L.U製藥。Zolsketil是阿黴素的混合藥物，它含有與阿黴素相同的活性物質。Zolsketi於2022年5月在歐盟獲准用於醫療用途。
CHMP於2022年7月21日採納正面意見，建議授予醫藥產品Celdoxome（一種聚乙二醇修飾脂質體）銷售授權，用於治療轉移性乳癌、晚期卵巢癌、進行性多發性骨髓瘤和艾滋病相關的卡波西肉瘤。.該藥品的申請者是德國YES Pharmaceutical Development Services GmbH製藥。阿黴素於1979年10月24日即獲得歐盟批准。Celdoxome聚乙二醇修飾脂質體含有與阿黴素相同的活性物質， 於2022年9月在歐盟獲准用於醫療用途。

### 名稱
此藥物也被稱為hydroxydaunorubicin及hydroxydaunomycin（兩名皆為羥基道諾黴素之義）。
它以幾種不同的商品名稱與市面銷售，如Adriamycin PFS、Adriamycin RDF或Rubex。

### 配方
因阿黴素有光敏性，所以容器通常會用鋁袋和/或棕色蠟紙覆蓋，以防止光線對其造成影響。阿黴素也有脂質體包覆的形式，如Doxil（經聚乙二醇修飾）、Myocet liposomal（未經聚乙二醇修飾）和Caelyx（經聚乙二醇修飾）。
由Sun Pharma Global FZE製藥（印度太陽製藥的子公司） 生產的Doxil（商品名）於2013年獲得FDA核准，是首次獲得核准的通用名藥物。

## 研究
使用雷帕黴素和阿黴素的聯合治療實驗已顯示出其對小鼠蛋白激酶B陽性淋巴瘤具有療效，為未來臨床應用帶來希望。
此外，借助奈米多孔光學天線釋放光活化阿黴素對MCF-7乳癌細胞具顯著的作用。 於2006年所做的動物研究，將鼠單株抗體與阿黴素星偶聯，創造出一種免疫偶聯物，能將注射入小鼠體內的HIV-1清除。

### 抗瘧活性
有些證據顯示阿黴素和類似化合物具有抗瘧活性。 科學家於2009年發現一種與阿黴素結構相似的化合物可抑制惡性瘧原蟲所具的特有血漿蛋白酶II。葛蘭素史克製藥後來在一組抑制寄生蟲生長的化合物中發現含有阿黴素。

### 螢光
阿黴素具有螢光性，而通常被用來表徵阿黴素濃度，並開啟使用該分子作為個人化藥物治療診斷劑的可能性。然而也存在很大的局限性，因為已知阿黴素的螢光光譜取決於多種因素，包括環境pH值、溶劑介電常數等。阿黴素螢光與癌細胞DNA結合而被抑制，以及會受到膠束封裝屏蔽。而在高濃度下會自行降低亮度。相反的是它與組蛋白結合後，螢光會增強。

## 外部連結
- 维基共享资源上的相關多媒體資源：阿黴素
- . Drug Information Portal. U.S. National Library of Medicine.   [2024-11-12]. （原始内容存档于2022-10-24）.
- . Drug Information Portal. U.S. National Library of Medicine.   [2024-11-12]. （原始内容存档于2022-07-23）.